# Mount Strauss
Mount Strauss är ett berg i Antarktis. Det ligger i Västantarktis. Argentina, Chile och Storbritannien gör anspråk på området. Toppen på Mount Strauss är 815 meter över havet.
Terrängen runt Mount Strauss är platt åt sydost, men åt nordväst är den kuperad. Mount Strauss är den högsta punkten i trakten. Trakten är obefolkad. Det finns inga samhällen i närheten.